# Campeonato Asiático de Atletismo de 1975
A 2ª edição do Campeonato Asiático de Atletismo foi realizado de 9 a 14 de junho de 1975 no Estádio de Dongdaemun, em Seul, na Coreia do Sul. Foram disputadas um total de 39 provas, distribuídos entre masculino e feminino. 

## Medalhistas

### Masculino
| Evento                  | Ouro                          | Ouro     | Prata                            | Prata    | Bronze                          | Bronze   |
| ----------------------- | ----------------------------- | -------- | -------------------------------- | -------- | ------------------------------- | -------- |
| 100 metros              | Anat Ratanapol · Tailândia    | 10.87    | Masahide Jinno · Japão           | 10.90    | Ramaswamy Gnanasekharan · Índia | 11.18    |
| 200 metros              | Anat Ratanapol · Tailândia    | 21.28    | Susumu Shimizu · Japão           | 21.66    | Kazuhiko Sakuma · Japão         | 21.70    |
| 400 metros              | Sri Ram Singh · Índia         | 47.03    | Ku Boon-Chil Coreia do Sul       | 47.29    | Yoshiharu Tomonaga · Japão      | 47.30    |
| 800 metros              | Sri Ram Singh · Índia         | 1:47.8a  | Takashi Ishii · Japão            | 1:48.4a  | Pratap Kumar · Índia            | 1:48.5a  |
| 1 500 metros            | Takashi Ishii · Japão         | 3:48.6a  | Triguna Mani Tiwari · Índia      | 3:49.4a  | Tang Kuang-Chia · Taiwan        | 3:49.5a  |
| 5 000 metros            | Kunimitsu Ito · Japão         | 14:00.8a | Shivnath Singh · Índia           | 14:01.2a | Hari Chand · Índia              | 14:02.4a |
| 10 000 metros           | Hari Chand · Índia            | 29:12.0a | Shivnath Singh · Índia           | 29:14.6a | Kenji Tajima · Japão            | 29:31.6a |
| 110 metros barreiras    | Tai Shi-Yan · Taiwan          | 14.24    | Ahmad Ishtiaq Mubarak · Malásia  | 14.45    | Shigeo Oki · Japão              | 14.45    |
| 400 metros barreiras    | Tai Shi-Yan · Taiwan          | 51.15    | Abdulatif Yousef Hashim · Kuwait | 51.94    | Akira Nishimura · Japão         | 52.18    |
| 3 000 metros obstáculos | Harbeil Singh · Índia         | 8:46.6a  | Hitoshi Iwabuchi · Japão         | 8:56.6a  | Noriyuki Nakamura · Japão       | 8:57.8a  |
| 4×100 metros estafetas  | Japão                         | 40.38    | Singapura                        | 41.14    | Índia                           | 41.35    |
| 4×400 metros estafetas  | Índia                         | 3:08.2a  | Japão                            | 3:08.9a  | Sri Lanka                       | 3:13.4a  |
| Maratona                | Sueki Tanaka · Japão          | 2:32:06  | Susumu Sato · Japão              | 2:37:51  | Jit Bahadur Chetri Nepal        | 2:39:06  |
| 20 km marcha            | Khoo Chong Beng · Malásia     | 1:40:43  | Baldev Singh · Índia             | 1:44:17  | Nobu Nakamichi · Japão          | 1:45:26  |
| Salto em altura         | Teymour Ghiassi Irão          | 2.14     | Yoshikazu Okuda · Japão          | 2.14     | Takeyoshi Sawa · Japão          | 2.11     |
| Salto à vara            | Yoshiomi Iwama · Japão        | 5.20     | Michio Shimazu · Japão           | 4.80     | Hong Sang-Pyo Coreia do Sul     | 4.20     |
| Salto em comprimento    | T.C. Yohannan · Índia         | 7.65     | Kazuaki Norioka · Japão          | 7.49     | Lee Pyong-Song Coreia do Sul    | 7.47     |
| Triplo salto            | Toshihisa Yoshimoto · Japão   | 15.87    | Hironobu Kobayashi · Japão       | 15.83    | Chen Chin-Long · Taiwan         | 15.82    |
| Lançamento do peso      | Bahadur Singh Chouhan · Índia | 17.70    | Jagraj Singh Mann · Índia        | 17.47    | Yoshihisa Ishida · Japão        | 15.57    |
| Lançamento do disco     | Praveen Kumar · Índia         | 54.78    | Jalal Keshmiri Irão              | 53.78    | Kiyotaka Kawasaki · Japão       | 50.44    |
| Lançamento do martelo   | Yoshihisa Ishida · Japão      | 62.84    | Nobuyuki Ifuku · Japão           | 60.28    | Raghubir Singh Bal · Índia      | 58.80    |
| Lançamento do dardo     | Toshihiro Yamada · Japão      | 74.92    | Toshiyuki Shimada · Japão        | 72.68    | Chen Ping-Huang · Taiwan        | 70.04    |
| Decatlo                 | Suresh Babu · Índia           | 6931     | Hisashi Iwai · Japão             | 6912     | Masanori Ikuta · Japão          | 6816     |

### Feminino
| Evento                 | Ouro                             | Ouro    | Prata                           | Prata   | Bronze                          | Bronze  |
| ---------------------- | -------------------------------- | ------- | ------------------------------- | ------- | ------------------------------- | ------- |
| 100 metros             | Esther Rot · Israel              | 11.91   | Carolina Rieuwpassa · Indonésia | 12.09   | Yukiko Osako · Japão            | 12.13   |
| 200 metros             | Esther Rot · Israel              | 23.72   | Yukiko Osako · Japão            | 24.46   | Carolina Rieuwpassa · Indonésia | 24.52   |
| 400 metros             | Kim Kyung-Sook · Coreia do Norte | 56.24   | Chee Swee Lee Singapura         | 56.41   | Keiko Nagasawa · Japão          | 57.93   |
| 800 metros             | Lee Chiu-Hsia · Taiwan           | 2:08.1a | Masae Namba · Japão             | 2:09.9a | Kumiko Nishi · Japão            | 2:10.8a |
| 1 500 metros           | Lee Chiu-Hsia · Taiwan           | 4:23.0a | Kumiko Nishi · Japão            | 4:26.4a | Hana Shezifi · Israel           | 4:27.2a |
| 3 000 metros           | Lee Chiu-Hsia · Taiwan           | 9:39.8a | Kwon Nam-Soon Coreia do Sul     | 9:46.8a | Hana Shezifi · Israel           | 9:55.2a |
| 100 metros barreiras   | Tomoko Dazai · Japão             | 14.25   | Lin Yet-Hsiang · Taiwan         | 14.25   | Fumiko Yamane · Japão           | 14.52   |
| 400 metros barreiras   | Woo Seun-Sook Coreia do Sul      | 62.89   | Marina Chin Leng Sim · Malásia  | 63.89   | Ting Chun-Yi · Taiwan           | 64.13   |
| 4×100 metros estafetas | Japão                            | 46.73   | Coreia do Sul "A"               | 48.13   | Coreia do Sul "B"               | 48.28   |
| 4×400 metros estafetas | Japão                            | 3:40.4a | Coreia do Sul                   | 3:53.1a | Singapura                       |         |
| Salto em altura        | Hisao Tsuchiya · Japão           | 1.74    | Michiyo Inaoka · Japão          | 1.74    | Ruth Tslochenko · Israel        | 1.74    |
| Salto em comprimento   | Keiko Ogawa · Japão              | 6.15    | Kyoko Shimizu · Japão           | 5.93    | Lin Yet-Hsiang · Japão          | 5.82    |
| Lançamento do peso     | Paik Ok-Ja Coreia do Sul         | 16.39   | Chen Fu-Mei · Taiwan            | 13.52   | Yukari Seo · Japão              | 13.50   |
| Lançamento do disco    | Paik Ok-Ja Coreia do Sul         | 47.74   | Matsuko Takahashi · Japão       | 46.34   | Mikiko Tokita · Japão           | 45.90   |
| Lançamento do dardo    | Keiko Myogai · Japão             | 53.48   | Naomi Shibusawa · Japão         | 51.40   | Lee Bok-Soon Coreia do Sul      | 49.48   |
| Pentatlo               | Kyoko Shimizu · Japão            | 4064    | Ruth Tslochenko · Israel        | 3687    | Hotsumi Harada · Japão          | 3667    |

## Quadro de medalhas
| Ordem | País            | Medalha de ouro | Medalha de prata | Medalha de bronze | Total |
| ----- | --------------- | --------------- | ---------------- | ----------------- | ----- |
| 1     | Japão           | 15              | 20               | 18                | 53    |
| 2     | Índia           | 9               | 5                | 5                 | 19    |
| 3     | Taiwan          | 5               | 2                | 5                 | 12    |
| 4     | Coreia do Sul   | 3               | 4                | 4                 | 11    |
| 5     | Israel          | 2               | 1                | 3                 | 6     |
| 6     | Tailândia       | 2               | 0                | 0                 | 2     |
| 7     | Malásia         | 1               | 2                | 0                 | 3     |
| 8     | Irão            | 1               | 1                | 0                 | 2     |
| 9     | Coreia do Norte | 1               | 0                | 0                 | 1     |
| 10    | Singapura       | 0               | 2                | 1                 | 3     |
| 11    | Índia           | 0               | 1                | 1                 | 2     |
| 12    | Kuwait          | 0               | 1                | 0                 | 1     |
| 13    | Nepal           | 0               | 0                | 1                 | 1     |
| 13    | Sri Lanka       | 0               | 0                | 1                 | 1     |
| Total | Total           | 39              | 39               | 39                | 117   |